# Bert Coleman
Ernest Herbert Coleman-detto Bert- (Steyning, 19 ottobre 1889 – 15 giugno 1958) è stato un calciatore inglese, di ruolo portiere.

## Carriera
Conta una presenza con la Nazionale inglese, con cui ha giocato la sua unica partita nel 1921.